# Подлесье (Быховский район)
Подле́сье (бел. Падлессе) — деревня в составе Ямницкого сельсовета Быховского района Могилёвской области Республики Беларусь.

## Население
- 1999 год — 53 человека
- 2010 год — 23 человека